# 모리스 (영화)
《모리스》(영어: Maurice)는 영국에서 제작된 1987년 로맨틱 드라마 영화로, 제임스 아이보리가 연출했으며 E. M. 포스터의 동명 소설이 원작이다. 제임스 윌비가 모리스 역을, 휴 그랜트가 클라이브 역을, 루퍼트 그레이브스가 앨릭 역을 연기했으며, 그 외에 덴홈 엘리엇, 사이먼 캘로, 빌리 화이틀로, 벤 킹즐리 등이 출연하였다.
대한민국에서는 1997년 개봉할 예정이었으나 당시 배급사였던 영프로덕션이 모체 계몽사의 부도로 문을 닫는 바람에 2019년이 되어서야 개봉할 수 있었다.

## 출연진
- 제임스 윌비
- 휴 그랜트
- 루퍼트 그레이브스
- 덴홈 엘리엇
- 사이먼 캘로
- 빌리 화이틀로
- 벤 킹즐리
- 헬레나 보넘 카터 (크레디트 미기재)

## 시청 등급
- 대한민국: 15세이상 관람가